# Habenaria ayangannensis
Habenaria ayangannensis là một loài thực vật có hoa trong họ Lan. Loài này được Renz mô tả khoa học đầu tiên năm 1992.